# Asukai Gayu
Asukai Gayu est un nom japonais traditionnel ; le nom de famille (ou le nom d'école), Asukai, précède donc le prénom (ou le nom d'artiste).
Asukai Gayū aussi connu comme Asukai Masaari (飛鳥井 雅有), né en 1241 et mort le 20 février 1301, est un noble et un poète japonais de l'époque de Kamakura qui vit à Kamakura et occupe une haute position au sein du shogunat (幕府, bakufu).
Quatre-vingt-six de ses poèmes sont représentés dans l'anthologie impériale Shokukokin wakashū (続古今和歌集) et sa collection personnelle porte le titre « La femme d'à côté » (隣女和歌集, rinjo wakashū).